# Vladimír Holan
Vladimír Holan (Praga, 16 settembre 1905 – Praga, 31 marzo 1980) è stato un poeta ceco.

## Biografia

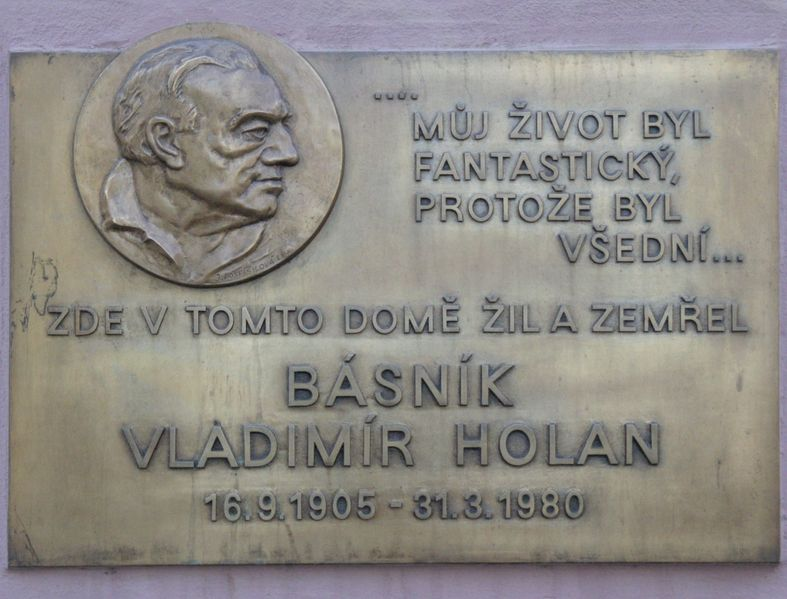
Targa commemorativa dedicata a Vladimír Holan, presente sulla casa dove visse, a Praga.

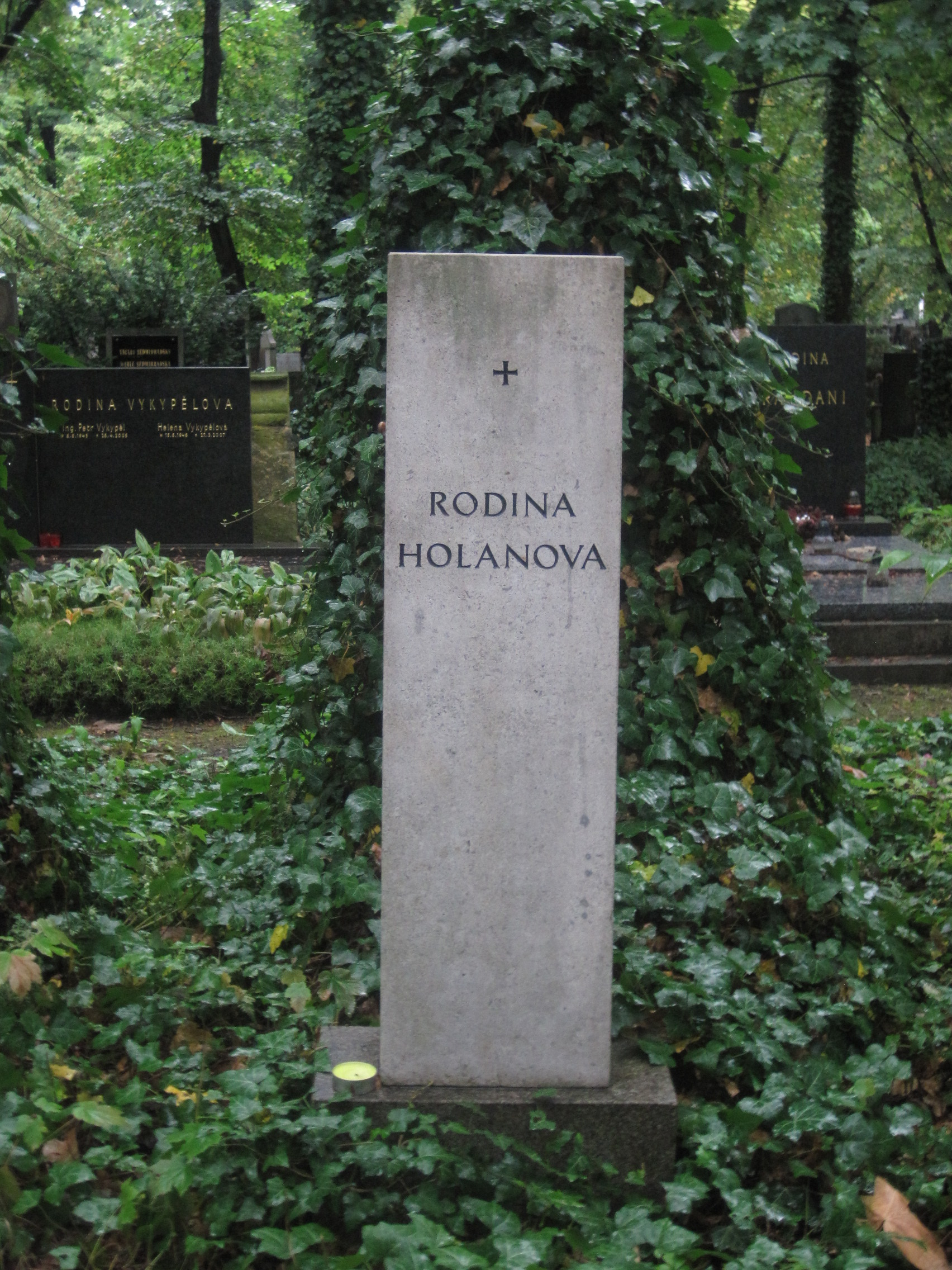
La tomba di Vladimír Holan nel cimitero di Olšanské a Praga.

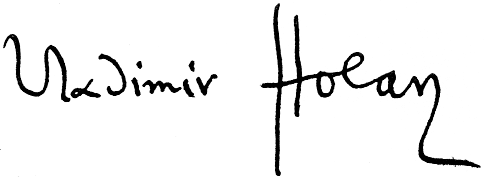
Firma di Vladimír Holan

Lo stile e le caratteristiche letterarie di Holan si dimostrarono tra le più originali e complesse rispetto alle tendenze dominanti nella lirica ceca del Novecento e variarono a seconda del periodo creativo.
Nacque in una famiglia di forti valori religiosi cristiani.
Il suo percorso di studi e di formazione comprese la frequentazione della facoltà di giurisprudenza e di lettere a Praga.
Una volta laureatosi nel 1926 intraprese il mestiere di impiegato, che abbandonò nel 1935.
Collaborò con svariate riviste e giornali.
Durante gli anni trenta viaggiò in Italia e in Francia.
Nel secondo dopoguerra si allontanò, temporaneamente, dalla fede religiosa cristiana e partecipò attivamente alla vita politica del suo Paese nelle file del Partito Comunista di Cecoslovacchia.
Ma intorno al 1950 lasciò il Partito Comunista e riabbracciò le pratiche religiose cattoliche.
Da questo momento Holan si ritirò a vita privata rinunciando quasi completamente alle apparizioni pubbliche.
Nel 1960 è stato candidato al Premio Nobel per la letteratura.
Nel 1968 lo Stato gli conferì il titolo di Artista nazionale.

## Poetica e carriera letteraria
(Vladimír Holan,Una notte con Amleto)
Se in una prima fase giovanile, soprattutto durante l'occupazione nazista, Holan si accostò all'astrattismo, all'ermetismo e al simbolismo immergendosi nella ricerca dell'interiorità e della spiritualità, dopo la seconda guerra mondiale mutò gli elementi delle sue liriche verso forme  e contenuti maggiormente realistici, meno oscuri, meno tragici, più popolari, più brevi e più trasparenti.
Nelle opere della prima fase giovanile influenzate parzialmente da Rilke, da Mallarmé e da Valéry, quali Blouznivý vějíř ("Il ventaglio delirante", 1926), Triumf smrti ("Il trionfo della morte", 1930), Vanutí ("Aliti di vento", 1932), Oblouk ("L'arco", 1934), Kameni, přicházíš... ("O pietra, vieni...", 1937), tramite slanci fantasiosi, ambientazioni intrise di aspetti malinconici e pessimistici, linguaggio ricco di paradossi e di innovazioni, Holan perseguì il fine di descrivere le relazioni tra la realtà e la metafisica, le diversità tra ciò che è immortale e ciò che è caduco, il bene ed il male.
Le opere della seconda fase creativa di Holan si caratterizzarono per una maggior apertura verso le tematiche prese dalla realtà contemporanea, quali gli eventi bellici tragici, il destino della società e della sua patria.
Da ricordare, in questo periodo, le raccolte První testament ("Il primo testamento", 1940), Dík Sovětskému svazu ("Grazie all'Unione Sovietica", 1945), Panychda ("Requiem", 1945), Rudoarmějci ("I soldati rossi", 1947), Tobě ("A te", 1947), Dokument ("Documento", 1949), Tři ("Tre", 1957).
Negli ultimi venti anni di vita, la carriera letteraria di Holan ebbe un'altra svolta, dato che lo scrittore si allontanò dalle tematiche politiche e reali per riprendere e focalizzare ulteriormente il suo primo percorso poetico, basato sulle immagini interiori e con una nota ispirata dalla misericordia cristiana.
Le raccolte principali di questa ultima fase letteraria di Holan furono Bez názvu ("Senza titolo", 1963), Dva světy ("Due mondi", 1966), Noc s Ofélií ("Notte con Ophelia", 1973), oltre a Noc s Hamletem ("Una notte con Amleto", 1964), che divenne una delle più conosciute e tradotte liriche ceche, e si può considerare una sintesi del pensiero di Holan sull'uomo, sulla vita e sull'arte.

## Opere
- Blouznivý vějíř, 1926.
- Triumf smrti, 1930.
- Vanutí, 1932.
- Torzo, 1933.
- Oblouk, 1934.
- Kameni, přicházíš..., 1937.
- Září, 1938.
- Sen, 1939.
- Lemuria, 1940.
- První testament, 1940.
- Záhřmotí, 1940.
- Chór, 1941.
- Terezka Planetová, 1943.
- Cesta mraku, 1945.
- Dík Sovětskému svazu, 1945.
- Panychida, 1945.
- Havraním brkem, 1946.
- Zpěv tříkrálový, 1947.
- Rudoarmějci, 1947.
- Tobě, 1947.
- První básně, 1948.
- Dokument, 1949.
- Prostě, 1954.
- Bajaja, 1955.
- Tři, 1957.
- Zuzana v lázni, 1962.
- Mozartiana, 1963.
- Příběhy, 1963.
- Bez názvu, 1963.
- Na postupu, 1964.
- Noc s Hamletem, 1964.
- Trialog,  1964.
- Bolest, 1965.
- Dva světy, 1966.
- Na sotnách, 1967.
- Asklépiovi kohouta,  1970.
- Noc s Ofélií, 1973.